# Municipij
Municipij  (latinsko municipium, mn. municipia  iz latinskega munus - darilo, dolžnost, služba in capio – vzamem) je bil v rimski državi naziv drugorazrednega mesta, ki je imelo nižji položaj kot kolonija (latinsko colonia). Emona, na primer, je bila kolonija (Colonia Iulia Emona).
Municipiji so imeli nekaj samouprave, meščani pa za razliko od kolonij niso imeli rimskega državljanstva, ampak je za njih veljalo latinsko pravo (ius Latii). Municipiji so se od kolonij razlikovali tudi po tem, da jih Rimljani niso ustanavljali, ampak so osvojenim nerimskim mestom vsilili svojo oblast. Namen podeljevanja statusa municipija je bil razbiti star plemenski način življenja, kar pa ni zagotovilo popolne romanizacije. V odmaknjenih in nedostopnih predelih cesarstva so se ohranili tako domorodni jeziki kot star način življenja.
Meščani municipijev so imeli enake dolžnosti kot polnopravni državljani. Morali so plačevati davke in služiti v rimski vojski, v političnem življenju pa niso smeli sodelovati, se pravi da niso mogli niti voliti niti biti izvoljeni za javne funkcionarje. Izvršno oblast v municipijih so običajno izvajali  štirje magistrati z enoletnim mandatom – dva duumvirja in dva edila. Svetovalni organ municipija so sestavljali dekurioni, organizirani podobno kot rimski senat.
Municipiji so izgubili svoj pomen leta 212, ko je cesar Karakala z zakonom razglasil vse rimske podložnike za rimske državljane. 
Izraz municipij se je v romanskih in nekaterih drugih evropskih jezikih v takšni ali drugačni obliki ohranil kot naziv za občino. 